# Pierre Léger (homme politique)
Pour les articles homonymes, voir Pierre Léger et Léger.
Pierre H. Léger est un fermier, un marchand et un homme politique canadien.

## Biographie
Pierre H. Léger est né le 14 juillet 1858 à Grande-Digue, au Nouveau-Brunswick. Il étudie au Collège Saint-Joseph de Memramcook.
Il est député de Kent à l'Assemblée législative du Nouveau-Brunswick de 1895 à 1900 en tant que conservateur. Il est aussi conseiller municipal du comté de Kent.
Il est mort en 1900.